# Gargantilla del Lozoya y Pinilla de Buitrago
Gargantilla del Lozoya y Pinilla de Buitrago ist eine Gemeinde (municipio) mit 397 Einwohnern (Stand: 2024) in der Autonomen Gemeinschaft Madrid. Es handelt sich um den längsten Gemeindenamen in Spanien. Die Gemeinde ist ein Zusammenschluss der Ortschaften Gargantilla del Lozoya und Pinilla de Buitrago. Der Verwaltungssitz befindet sich in Gargantilla del Lozoya.

## Lage und Verkehr
Gargantilla del Lozoya y Pinilla de Buitrago liegt etwa 70 Kilometer nördlich der Stadt Madrid. Im Nordosten der Gemeinde liegt der Stausee Embalse de Río Sequillo. 

## Bevölkerungsentwicklung
| Jahr      | 1960 | 1970 | 1981 | 1991 | 2001 | 2011 | 2021 |
| Einwohner | 405  | 263  | 224  | 220  | 245  | 379  | 344  |

## Sehenswürdigkeiten
- Kirche San Benito Abad in Gargantilla del Lozoya

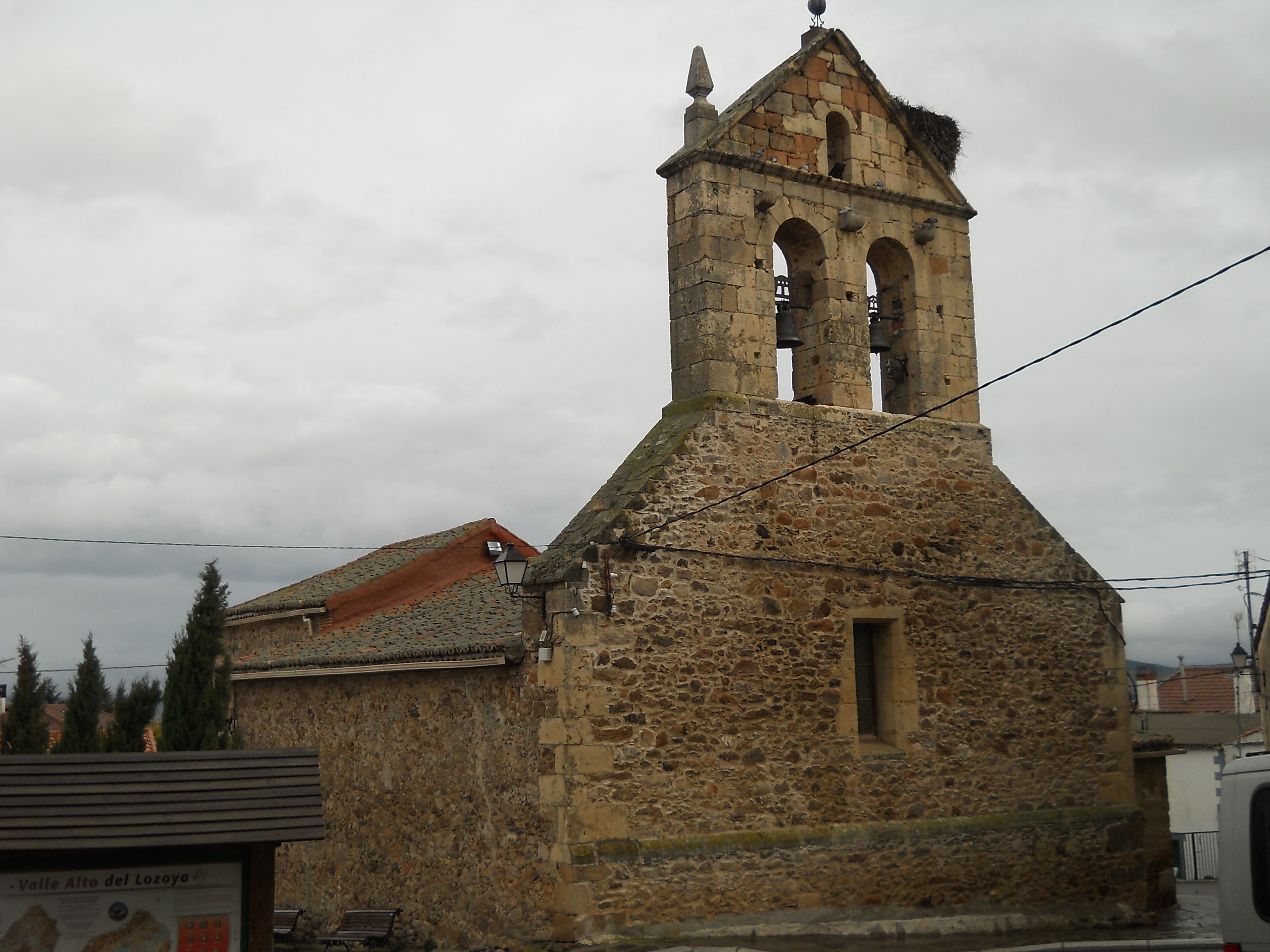
Kirche San Benito Abad